# The Legend of Robin Hood
The Legend of Robin Hood är en amerikansk TV-film från 1968. Serien berättar om Robin Hoods äventyr i musikalform och nominerades för ett Primetime Emmy Award.

## Rollista i urval
- David Watson - Robin Hood
- Leigh Beery - Jungfru Marian
- Victor Buono - Sir Guy
- Douglas Fairbanks, Jr. - Kung Richard
- Steve Forrest - Sheriffen av Nottingham
- Noel Harrison -  Alan-a-Dale
- Roddy McDowall - Prins John
- Bruce Yarnell - Lille John